# Ken Saro-Wiwa
Kenule Beeson Saro-Wiwa, detto Ken (Bori, 10 ottobre 1941 – Port Harcourt, 10 novembre 1995), è stato uno scrittore, poeta e attivista nigeriano.
È stato uno degli intellettuali più significativi dell'Africa postcoloniale.

## Biografia
Scrittore eclettico, esordisce come drammaturgo durante il periodo universitario, per dedicarsi poi alla narrativa, con Forest of Flowers (la sua prima opera pubblicata in Italia con il titolo Foresta di fiori, 2004, Edizioni Socrates) e
Sozaboy, 1985, ed alla televisione; il segno di questa produzione letteraria e televisiva può essere trovato nel felice equilibrio tra il tentativo di dare una forma "accademica" a un inglese raramente considerato degno di indagine (il cosiddetto pidgin) e l'intrattenimento popolare.
Al lavoro artistico Saro-Wiwa affianca subito un impegno nella vita pubblica che lo vede ricoprire dapprima ruoli istituzionali negli anni settanta (nell'autorità portuale e nella pubblica istruzione del Rivers State) per poi porsi in aperto contrasto con le stesse autorità statali e con il governo federale della Nigeria.
Fin dagli anni ottanta, infatti, Saro-Wiwa si fa portavoce delle rivendicazioni delle popolazioni del Delta del Niger, specialmente della propria etnia Ogoni maggioritaria nella regione, nei confronti delle multinazionali (nello specifico caso la Shell) responsabili di continue perdite di petrolio che danneggiano le colture di sussistenza e l'ecosistema della zona.
Nel 1990 si fa promotore del Movimento per la Sopravvivenza del Popolo Ogoni (Movement for the Survival of the Ogoni People). Il movimento, caratterizzato da metodi non violenti, ottiene risonanza internazionale nel 1993 con una manifestazione di 300.000 persone che Saro-Wiwa guida al suo rilascio da una detenzione di alcuni mesi impostagli senza processo. Quello stesso anno la Shell è stata costretta a lasciare il territorio degli Ogoni, formalizzando così una chiara vittoria delle giuste rivendicazioni di un'intera comunità contro le operazioni petrolifere, inquinanti e deturpanti del territorio, di una grossa multinazionale. 
Arrestato una seconda e una terza volta nel maggio del 1994, con la falsa accusa di aver incitato all'omicidio di alcuni presunti oppositori del MOSOP, nel 1995 Ken Saro-Wiwa viene processato e impiccato con altri 8 attivisti del MOSOP frettolosamente prima della scadenza di eventuali ricorsi alla condanna, al termine di un processo che ha suscitato vive proteste da parte dell'opinione pubblica internazionale e delle organizzazioni per i diritti umani. 
Come egli stesso aveva predetto: «Ci arresteranno e giustizieranno. E tutto per la Shell».  Inoltre, prima che venisse impiccato, Saro-Wiwa disse «Il Signore accolga la mia anima, ma la lotta continua». Nell'aprile del 1995, mentre è in carcere in attesa del processo, gli viene conferito il premio Goldman Environmental Prize, in riconoscimento della sua attività in favore dell'ambiente.
Nel 1996 Jenny Green, avvocato del Center for Constitutional Rights di New York avviò una causa contro la Shell per dimostrare il coinvolgimento della multinazionale petrolifera nell'esecuzione di Saro-Wiwa. Il processo ha poi avuto inizio nel maggio 2009, e la Shell ha subito patteggiato accettando di pagare un risarcimento di 15 milioni e mezzo di dollari (11,1 milioni di euro). La Shell ha però precisato che ha accettato di pagare il risarcimento non perché colpevole del fatto, ma per aiutare il "processo di riconciliazione". Secondo gli ambientalisti, invece, documenti confidenziali della Shell dimostrerebbero il coinvolgimento della compagnia petrolifera nelle violazioni dei diritti umani in Nigeria. Nel commentare il risarcimento, il figlio dello scrittore, Ken Saro-Wiwa Jr. (Ken Wiwa), al tempo assistente speciale del Presidente della Nigeria per gli Affari Internazionali, la Pace, la Risoluzione dei Conflitti e le Riconciliazioni, dichiarò: «Penso che mio padre sarebbe felice di questo risultato», aggiungendo poi che «il fatto che la Shell sia stata costretta a patteggiare, per noi è una chiara vittoria».

## Riferimenti nella cultura di massa
- Il Teatro degli Orrori, band noise rock italiana, ha dedicato la titletrack del suo secondo album, A sangue freddo, al poeta nigeriano. La canzone, inoltre, trae ispirazione da La vera prigione, scritta dal poeta stesso durante la prigionia precedente all'esecuzione.